# Puntarenas (provinshuvudstad)
Puntarenas är en provinshuvudstad i Costa Rica.   Den ligger i kantonen Cantón Central de Puntarenas och provinsen Puntarenas, i den västra delen av landet, 80 km väster om huvudstaden San José. Puntarenas ligger 9 meter över havet och antalet invånare är 35 650.
Terrängen runt Puntarenas är platt. Havet är nära Puntarenas åt sydväst.  Puntarenas är det största samhället i trakten. 